# كاستيليون (إراكليون)
كاستيليون (Καστέλλιον) هي مدينة في إراكليون في اليونان.
يبلغ عدد سكانها حوالي 1866 نسمة.